# Gospodarka Cypru
Gospodarka Cypru oparta jest na usługach i turystyce.

## Rolnictwo
Uprawy ziemniaków, warzyw, owoców cytrusowych, winogron i oliwek. Hodowla kóz i owiec
.

## Transport
Na Cyprze znajdują się dwa międzynarodowe lotniska w Larnace i Paphos.